# Josef Huleš
Josef Huleš (ur. 1813 w Rakovicach, zm. 11 lutego 1887 w Pradze) – czeski kupiec i polityk, burmistrz Pragi w latach 1873–1876.

## Życiorys
W 1842 otworzył w Pradze sklep z odzieżą. Po wystąpieniach z okresu Wiosny Ludów został wybrany do rady miejskiej, w okresie neoabsolutyzmu żył w odosobnieniu. W 1861 został ponownie wybrany do rady miejskiej, a podczas wojny prusko-austriackiej został mianowany zastępcą burmistrza Pragi. Był również aktywnym działaczem Sokoła.
9 kwietnia 1873 został wybrany burmistrzem Pragi. Podczas swojej kadencji poprawiał sytuację praskich nauczycieli i urzędników, wprowadzając m.in. programy emerytalne, doprowadził również do otwarcia w mieście nowych sierocińców. Doprowadził także do utworzenia miejskiej kasy oszczędności, otwarcia pierwszych konnych połączeń tramwajowych, otwarto także dworzec Praha-Těšnov oraz przystąpiono do rozbiórki dawnych murów miejskich. Odbudowano także Bramę Prochową. Jego kadencja zakończyła się 31 maja 1876 roku.
Zmarł w 1887 i został pochowany na Cmentarzu Olszańskim w Pradze.
Był odznaczony Orderem Franciszka Józefa i Orderem Korony Żelaznej.